# Північно-Східне Онтаріо
Півні́чно-Схі́дне Онта́ріо — частина канадської провінції Онтаріо, розташована на північ і на схід від озер Гурон і Верхнє.
Для різних цілей округ Перрі-Саунд і район Маскока (виділені на карті) розглядають як частину Північно-Східного Онтаріо, хоча географічно належать до Центрального Онтаріо.
Північно-Західне та Північно-Східне Онтаріо разом утворюють Північне Онтаріо. Важлива різниця між цими областями полягає в тому, що в Північно-Східному Онтаріо значну частину жителів становлять франко-онтарійці, приблизно 25 відсотків жителів регіону вважають рідною французьку мову (проти 3,2 % на північному заході області).

## Адміністративний поділ

### Регіони
Область складається з округів Алгома, Кокран, Манітулин, Ніпіссінг, Садбері, Тіміскамінг та міста Великого Садбері.

### Міста
У Північно-Східному Онтаріо шість міст: Великий Садбері, Су-Сент-Марі, Норт-Бей, Тіммінс, Еліот-Лейк, Теміскамінг-Шорес.

### Чисельність населення
| Чисельність населення   | Чисельність населення | Чисельність населення | Чисельність населення | Чисельність населення | Чисельність населення | Чисельність населення |
| Округа                  | 2006                  | ±                     | 2001                  | ±                     | 1996                  |                       |
| ----------------------- | --------------------- | --------------------- | --------------------- | --------------------- | --------------------- | --------------------- |
| Північно-Східне Онтаріо | 510 326               | −3,3 %                | 512 007               | −5,6 %                | 542 248               |                       |
| Округ Алгома            | 117 461               | −0,9 %                | 118 567               | −5,5 %                | 125 455               |                       |
| Округ Кокран            | 82 503                | −3,2 %                | 85 247                | −8,6 %                | 93 240                |                       |
| Великий Садбері         | 157 909               | 1,7 %                 | 155 268               | −6,1 %                | 165 336               |                       |
| Манітулін               | 13 090                | 3,2 %                 | 12 679                | 7,9 %                 | 11 747                |                       |
| Ніпіссінг               | 84 688                | 2,1 %                 | 82 910                | −2,3 %                | 84 832                |                       |
| Садбері                 | 21 392                | −6,6 %                | 22 894                | −3,9 %                | 23 831                |                       |
| Тіміскамінг             | 33 283                | −3,4 %                | 34 442                | −8,9 %                | 37 807                |                       |